# Głoska
Głoska – najmniejszy element dźwiękowej formy wypowiedzi charakteryzujący się stałym zespołem fonetycznych cech artykulacyjnych i akustycznych. Każda głoska jest fizyczną realizacją jakiegoś fonemu, który może mieć więcej niż jedną realizację. 
Wyróżnia się trzy fazy głoski: 
- następ (przygotowanie),
- szczyt (przyjęcie przez narządy mowy pozycji właściwej danej głosce),
- zestęp (powrót do pozycji neutralnej).

Ze względu na różnice akustyczne, fonetyczne i funkcjonalne głoski dzielą się na spółgłoski i samogłoski. Samogłoski są wielotonami harmonicznymi, podczas gdy spółgłoski zawierają też element szmerowy (wieloton nieharmoniczny). Ponadto samogłoski mają zdolność tworzenia sylab. Poza tym, podczas artykulacji samogłosek powietrze przepływa przez otwarty kanał, nie napotykając na przeszkody, jak w przypadku spółgłosek.